# Joseph Nicolas Cugnot

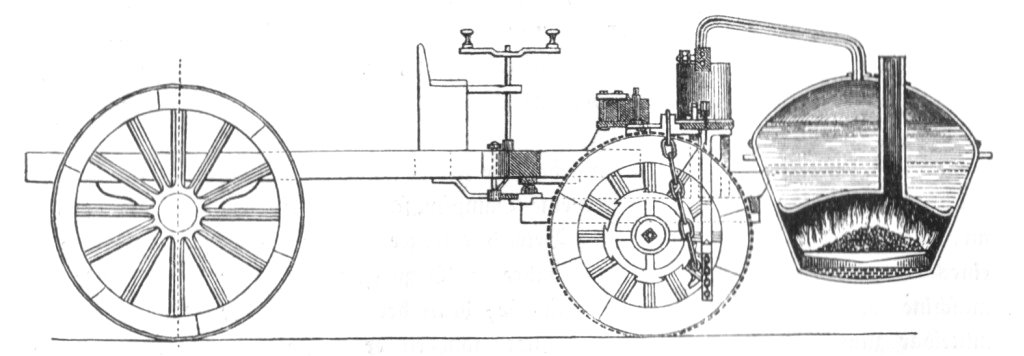
Il veicolo a vapore progettato da Cugnot.

Joseph Nicolas Cugnot (Void-Vacon, 25 settembre 1725 – Parigi, 2 ottobre 1804) è stato un ingegnere francese, noto per essere stato nel 1769 l'inventore della prima automobile a 3 ruote.

## Notizie biografiche
Cugnot ricevette un'istruzione ed un addestramento di tipo militare, per cui apprese molto a
riguardo delle attrezzature utilizzate in guerra all'epoca. Fu così che nel 1765 cominciò a lavorare ad un carro a propulsione autonoma in grado di trasportare cannoni.
L'esperimento si concretizzò quattro anni dopo con la costruzione di quello che oggi è famoso come Carro di Cugnot. Dopo aver migliorato il primo prototipo, Cugnot continuò a lavorare per ottenere risultati sempre migliori, ma nel 1789 lo scoppio della Rivoluzione francese costrinse Cugnot ad abbandonare ogni progetto e a rifugiarsi in Belgio, dove visse in povertà.
Più tardi, però, Napoleone Bonaparte lo richiamò in patria e Cugnot tornò, stabilendosi a Parigi, dove visse fino alla morte, avvenuta il 2 ottobre 1804.

## Il Carro di Cugnot

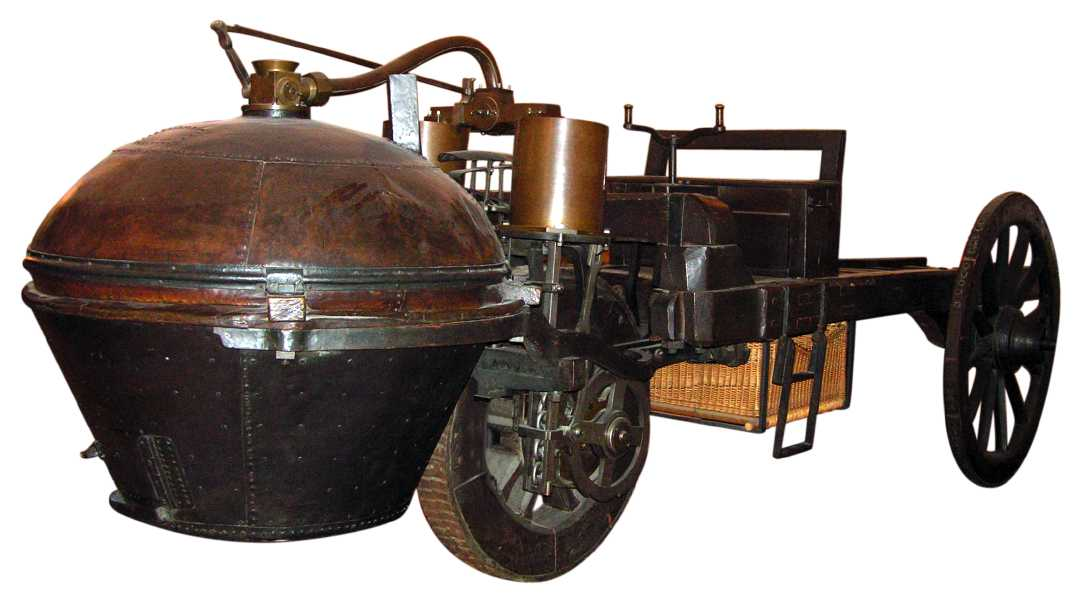
Il Carro di Cugnot, nella versione del 1771, conservato al Musée des arts et métiers di Parigi.

Si tratta di un veicolo a vapore, universalmente riconosciuto come la prima automobile della storia. Tale marchingegno consiste in un carro a tre ruote dal telaio in legno, con ruota anteriore motrice e sterzante. Il motore di questo mezzo è a vapore, funzionante con una grossa caldaia sistemata anteriormente, che forniva sufficiente potenza per muovere due cilindri verticali di 325 mm di alesaggio e 387 mm di corsa, per una cilindrata totale di circa 62.000 cm³.
Cugnot aveva studiato il modo per far muovere il veicolo, ma tralasciò il sistema frenante, così durante uno dei primi esperimenti il carro a vapore finì addosso ad un muro del quartiere dove Cugnot conduceva i suoi esperimenti: l'impianto frenante non fu in grado di frenare una massa di 4/5 tonnellate. 
In ogni caso, Cugnot perfezionò l'impianto frenante in un secondo modello risalente al 1771. Le prestazioni non erano di certo paragonabili a quelle di una delle prime automobili, in ogni caso questo grosso mezzo di trasporto (era lungo 7.25 m e largo 2.19 m) poteva trasportare 4 persone a 4 km/h di velocità.